# Phanerosorus
Phanerosorus es un género de helechos perteneciente a la familia Matoniaceae.

## Taxonomía
El género fue descrito por Edwin Bingham Copeland y publicado en The Philippine Journal of Science. Section C, Botany 3(6): 344. 1909. La especie tipo es: Phanerosorus sarmentosus (Baker) Copel.

## Especies
- Phanerosorus major Diels
- Phanerosorus sarmentosus (Baker) Copel.